# Lartiste

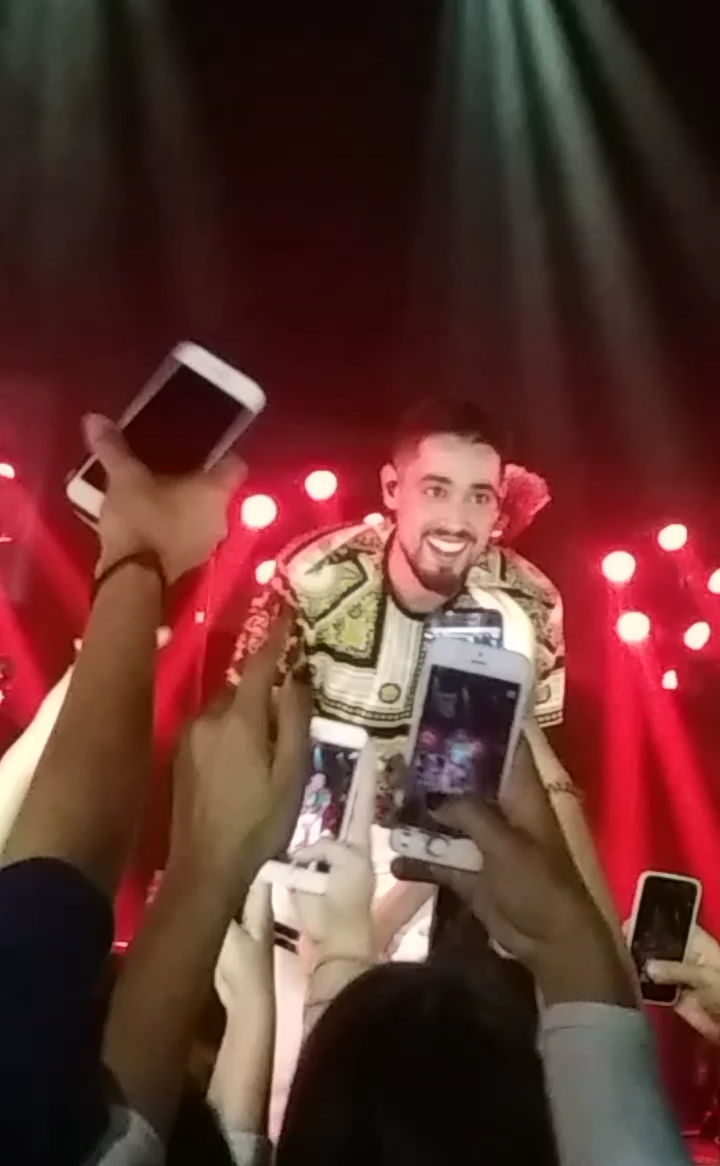
Lartiste (2017)

Lartiste (* 4. Juli 1985 in Imintanoute, Marokko; bürgerlich Youssef Akdim) ist ein franco-marokkanischer Rapper.

## Leben und Wirken
Der gebürtige Marokkaner Lartiste kam noch als Kind nach Frankreich und wuchs in Aulnay-sous-Bois, später in Bondy im Département Seine-Saint-Denis auf.
Mit seiner Single Toi et moi ce soir (Liouma) konnte er sich 2012 erstmals in den französischen Musikcharts platzieren, wenn auch jenseits der Top 100. 2013 erschien sein Debütalbum Lalbum. Den endgültigen Durchbruch erzielte er mit seiner Singles Chocolat, welche Ende 2016 die Top 10 in Frankreich erreichte und mit einer Diamantenen Schallplatte ausgezeichnet wurde. Mit Mafiosa gelang ihm 2018 erstmals die Chartspitze, welche er für fünf Wochen halten konnte.

## Diskografie

### Alben
| Jahr | Titel Musiklabel                                 | Höchstplatzierung, Gesamtwochen, AuszeichnungChartplatzierungen (Jahr, Titel, Musiklabel, Platzierungen, Wochen, Auszeichnungen, Anmerkungen) | Höchstplatzierung, Gesamtwochen, AuszeichnungChartplatzierungen (Jahr, Titel, Musiklabel, Platzierungen, Wochen, Auszeichnungen, Anmerkungen) | Höchstplatzierung, Gesamtwochen, AuszeichnungChartplatzierungen (Jahr, Titel, Musiklabel, Platzierungen, Wochen, Auszeichnungen, Anmerkungen) | Anmerkungen                                                |
| Jahr | Titel Musiklabel                                 | FR | BEW | CH | Anmerkungen                                                |
| ---- | ------------------------------------------------ | --- | --- | --- | ---------------------------------------------------------- |
| 2013 | Lalbum Parlophone (WMG)                          | — | — | — | Erstveröffentlichung: 5. Juli 2013                         |
| 2015 | Fenomeno Six-O-Nine                              | FR14 Platin · (41 Wo.)FR | BEW102 (6 Wo.)BEW | — | Erstveröffentlichung: 30. März 2015 Verkäufe: + 100.000    |
| 2016 | Maestro Purple Money                             | FR4 Platin · (55 Wo.)FR | BEW13 (22 Wo.)BEW | — | Erstveröffentlichung: 15. Januar 2016 Verkäufe: + 100.000  |
| 2016 | Clandestino Purple Money (Because)               | FR24 Platin · (84 Wo.)FR | BEW59 (20 Wo.)BEW | — | Erstveröffentlichung: 9. Dezember 2016 Verkäufe: + 100.000 |
| 2018 | Grandestino Purple Money (Because)               | FR6 ×2Doppelplatin · (62 Wo.)FR | BEW18 (38 Wo.)BEW | — | Erstveröffentlichung: 23. Februar 2018 Verkäufe: + 200.000 |
| 2019 | Quartier Latin Vol. 1 Zayn Corporation (Because) | FR7 Gold · (33 Wo.)FR | BEW30 (15 Wo.)BEW | CH93 (1 Wo.)CH | Erstveröffentlichung: 1. Februar 2019 Verkäufe: + 50.000   |
| 2020 | Comme avant Zayn Corporation (Because)           | FR34 (20 Wo.)FR | BEW84 (2 Wo.)BEW | — | Erstveröffentlichung: 17. Juli 2020                        |
| 2025 | Soledad - saison 1 Zayn Corporation (Because)    | FR193 (1 Wo.)FR | — | — | Erstveröffentlichung: 24. Januar 2025 EP                   |

### Singles
| Jahr | Titel Album                        | Höchstplatzierung, Gesamtwochen, AuszeichnungChartplatzierungen (Jahr, Titel, Album, Platzierungen, Wochen, Auszeichnungen, Anmerkungen) | Höchstplatzierung, Gesamtwochen, AuszeichnungChartplatzierungen (Jahr, Titel, Album, Platzierungen, Wochen, Auszeichnungen, Anmerkungen) | Höchstplatzierung, Gesamtwochen, AuszeichnungChartplatzierungen (Jahr, Titel, Album, Platzierungen, Wochen, Auszeichnungen, Anmerkungen) | Anmerkungen                                                                          |
| Jahr | Titel Album                        | FR | BEW | CH | Anmerkungen                                                                          |
| --- | ---------------------------------- | --- | --- | --- | ------------------------------------------------------------------------------------ |
| 2012 | Toi et moi ce soir (Liouma) Lalbum | FR145 (1 Wo.)FR | — | — | Erstveröffentlichung: 2012                                                           |
| 2016 | Maestro                            | FR59 (21 Wo.)FR | — | — | Erstveröffentlichung: 15. Januar 2016                                                |
| 2016 | Clandestina Clandestino            | FR59 Platin · (27 Wo.)FR | — | — | Erstveröffentlichung: 2016 Verkäufe: + 200.000                                       |
| 2016 | Chocolat Clandestino               | FR4 Diamant · (59 Wo.)FR | BEW12 Gold · (23 Wo.)BEW | CH75 (9 Wo.)CH | Erstveröffentlichung: 2016 Verkäufe: + 353.333; feat. Awa Imani                      |
| 2017 | Pardonner Grandestino              | FR176 Gold · (10 Wo.)FR | — | — | Erstveröffentlichung: 26. Mai 2017 Verkäufe: + 100.000                               |
| 2017 | Catchu catchu Grandestino          | FR11 Diamant · (46 Wo.)FR | BEW26 (15 Wo.)BEW | — | Erstveröffentlichung: 6. Oktober 2017 Verkäufe: + 333.333                            |
| 2018 | Vai et viens Grandestino           | FR4 Diamant · (37 Wo.)FR | — | — | Erstveröffentlichung: 1. Januar 2018 Verkäufe: + 333.333                             |
| 2018 | Mafiosa Grandestino                | FR1 Diamant · (58 Wo.)FR | BEW6 Gold · (24 Wo.)BEW | CH38 (28 Wo.)CH | Erstveröffentlichung: 23. Februar 2018 Verkäufe: + 353.333; feat. Caroliina          |
| 2019 | Peligrosa Quartier Latin Vol. 1    | FR94 Gold · (11 Wo.)FR | — | — | Erstveröffentlichung: 31. Januar 2019 Verkäufe: + 100.000; feat. Karol G             |
| 2020 | Comme avant                        | FR152 Gold · (16 Wo.)FR | — | — | Erstveröffentlichung: 17. Juli 2020 Verkäufe: + 100.000; feat. Caroliina & DJ Vens-T |
| 2021 | Bolingo Comme avant                | FR159 Gold · (7 Wo.)FR | — | — | Erstveröffentlichung: 29. Januar 2021 Verkäufe: + 100.000; feat. Lyna Mahyem         |
| 2022 | Foto –                             | FR188 (1 Wo.)FR | — | — | Erstveröffentlichung: 15. August 2022 mit Nej                                        |
| 2023 | Zarzour –                          | FR114 (4 Wo.)FR | — | — | Erstveröffentlichung: 22. Juni 2023                                                  |
| 2024 | Guardia Soledad - saison 1         | FR64 (2 Wo.)FR | — | — | Erstveröffentlichung: 4. Oktober 2024 feat. Maes                                     |
| Folgende Lieder erschienen nicht als Single, wurden aber durch das Album zum Download und Streaming bereitgestellt und konnten somit eine Platzierung erlangen: |                                    | | | |                                                                                      |
| |                                    | | | |                                                                                      |
| 2015 | Polygame Fenomeno                  | FR196 (1 Wo.)FR | — | — | feat. Dr. Beriz                                                                      |
| 2015 | Destination Finale Fenomeno        | FR153 (3 Wo.)FR | — | — |                                                                                      |
| 2015 | Bang Bang Fenomeno                 | FR144 (7 Wo.)FR | — | — |                                                                                      |
| 2016 | Amour parano Maestro               | FR109 (2 Wo.)FR | — | — |                                                                                      |
| 2016 | Missile Maestro                    | FR106 Gold · (8 Wo.)FR | — | — | Verkäufe: + 100.000                                                                  |
| 2016 | J’arrive pas Maestro               | FR110 (2 Wo.)FR | — | — | feat. Lefa                                                                           |
| 2016 | Combien tu t’appelles? Maestro     | FR183 (1 Wo.)FR | — | — |                                                                                      |
| 2016 | Ils nous connaissent –             | FR154 (1 Wo.)FR | — | — | feat. Clayton Hamilton                                                               |
| 2016 | Soleil Clandestino                 | FR158 (1 Wo.)FR | — | — |                                                                                      |
| 2016 | Bye Bye Baby Clandestino           | FR154 (1 Wo.)FR | — | — |                                                                                      |
| 2016 | Liaisons dangereuses Clandestino   | FR102 (1 Wo.)FR | — | — |                                                                                      |
| 2018 | Bête blessée Grandestino           | FR185 (1 Wo.)FR | — | — |                                                                                      |
| 2018 | Neymar Grandestino                 | FR186 (1 Wo.)FR | — | — | feat. Gradur                                                                         |
| 2018 | Grandestino                        | FR175 (1 Wo.)FR | — | — |                                                                                      |
| 2018 | GB Grandestino                     | FR62 Gold · (10 Wo.)FR | — | — | feat. Kaaris X DJ Mc Fly                                                             |
| 2018 | Attache ta ceinture Taxi 5 O.S.T.  | FR75 (6 Wo.)FR | — | — | feat. Naza                                                                           |
| 2018 | Dinero 93 Empire                   | FR143 (1 Wo.)FR | — | — | mit Da Uzi & Don Milli                                                               |
| 2018 | Pas le choix 93 Empire             | FR90 (3 Wo.)FR | — | — | mit Sofiane & Kaaris                                                                 |
| 2019 | I Don’t Care Quartier Latin Vol. 1 | FR160 (1 Wo.)FR | — | — |                                                                                      |
| 2019 | Matrixé Quartier Latin Vol. 1      | FR93 (2 Wo.)FR | — | — | feat. Eva                                                                            |
| 2019 | Tikka Quartier Latin Vol. 1        | FR91 (2 Wo.)FR | — | — | feat. Heuss L’Enfoiré                                                                |
| 2019 | Charme Quartier Latin Vol. 1       | FR139 (1 Wo.)FR | — | — | feat. Landy                                                                          |

Weitere Singles
- 2012: Mévader

### Gastbeiträge
| Jahr | Titel Album                               | Höchstplatzierung, Gesamtwochen, AuszeichnungChartplatzierungen (Jahr, Titel, Album, Platzierungen, Wochen, Auszeichnungen, Anmerkungen) | Höchstplatzierung, Gesamtwochen, AuszeichnungChartplatzierungen (Jahr, Titel, Album, Platzierungen, Wochen, Auszeichnungen, Anmerkungen) | Höchstplatzierung, Gesamtwochen, AuszeichnungChartplatzierungen (Jahr, Titel, Album, Platzierungen, Wochen, Auszeichnungen, Anmerkungen) | Anmerkungen |
| Jahr | Titel Album                               | FR | BEW | CH | Anmerkungen |
| --- | ----------------------------------------- | --- | --- | --- | --- |
| 2014 | Déconnectés À la bien mix party 2014      | FR14 (29 Wo.)FR | — | — | Erstveröffentlichung: 2014 DJ Hamida feat. Kayna Samet, Rim'K & Lartiste                                                                |
| 2014 | Trabendo Musical À la bien mix party 2014 | FR149 (1 Wo.)FR | — | — | DJ Hamida feat. Lartiste & Kader Japonais                                                                                               |
| 2015 | Miss Vilaine –                            | FR194 (1 Wo.)FR | — | — | DJ Hamida feat. Lartiste, Leck & Big Ali                                                                                                |
| 2015 | Insta Nouveau monde                       | FR36 (15 Wo.)FR | — | — | Erstveröffentlichung: 1. Dezember 2015 La Fouine feat. Lartiste                                                                         |
| 2016 | Mégalo –                                  | FR141 (3 Wo.)FR | — | — | Erstveröffentlichung: 5. August 2016 Vitaa feat. Lartiste                                                                               |
| 2016 | Laisse nous passer –                      | FR187 (1 Wo.)FR | — | — | Erstveröffentlichung: 29. Dezember 2016 DJ Babs feat. Lartiste                                                                          |
| 2017 | Grand Paris Prose élite                   | FR48 Platin · (9 Wo.)FR | — | — | Erstveröffentlichung: 28. Februar 2017 Médine feat. Lartiste, Lino, Sofiane, Alivor, Seth Gueko, Ninho & Youssoupha Verkäufe: + 200.000 |
| 2017 | C’est une frappe À la bien mix party 2017 | FR86 Gold · (13 Wo.)FR | — | — | DJ Hamida feat. Lartiste Verkäufe: + 100.000                                                                                            |
| 2018 | Ciao bella À la bien mix party 2018       | FR48 (9 Wo.)FR | — | — | Erstveröffentlichung: 11. Juni 2018 DJ Hamida feat. Lartiste                                                                            |
| 2019 | On Fleek Queen                            | FR1 Platin · (36 Wo.)FR | BEW26 (14 Wo.)BEW | — | Erstveröffentlichung: 11. Januar 2019 Eva feat. Lartiste Verkäufe: + 200.000                                                            |
| Folgende Lieder erschienen nicht als Single, wurden aber durch das Album zum Download und Streaming bereitgestellt und konnten somit eine Platzierung erlangen: |                                           | | | | |
| |                                           | | | | |
| 2016 | Vida loca Monster Tape                    | FR146 (1 Wo.)FR | — | — | Rim'K feat. Lartiste |
| 2017 | Mama nostra Fantôme                       | FR183 (2 Wo.)FR | — | — | Rim’k feat. Lartiste |
| 2017 | Dalé 100%                                 | FR69 (2 Wo.)FR | — | — | Alonzo feat. Lartiste |

## Auszeichnungen für Musikverkäufe
| Goldene Schallplatte - Frankreich - 2016: für das Lied Estro | 2× Platin-Schallplatte - Portugal - 2019: für die Single Mafiosa |

Anmerkung: Auszeichnungen in Ländern aus den Charttabellen bzw. Chartboxen sind in ebendiesen zu finden.
| Land/RegionAuszeichnungen für Musikverkäufe (Land/Region, Auszeichnungen, Verkäufe, Quellen) | Gold       | Platin       | Diamant     | Verkäufe  | Quellen         |
| -------------------------------------------------------------------------------------------- | ---------- | ------------ | ----------- | --------- | --------------- |
| Belgien (BRMA)                                                                               | 2× Gold2   | —            | —           | 40.000    | ultratop.be     |
| Frankreich (SNEP)                                                                            | 9× Gold9   | 8× Platin8   | 4× Diamant4 | 2.683.332 | snepmusique.com |
| Portugal (AFP)                                                                               | —          | 2× Platin2   | —           | 20.000    | Einzelnachweise |
| Insgesamt                                                                                    | 11× Gold11 | 10× Platin10 | 4× Diamant4 |           |                 |